# Єшмолай
Єшмола́й (рос. Ешмолай, чув. Ишмула) — присілок у Чувашії Російської Федерації, у складі Великосундирського сільського поселення Моргауського району.
Населення — 77 осіб (2010; 77 в 2002, 125 в 1979; 144 в 1939, 164 в 1926, 147 в 1906, 87 в 1859).

## Історія
Історичні назви — Єшмулайкаси, Ешмулайкаси. Заснований як околоток села Велике Карачкіно. До 1866 року селяни мали статус державних, займались землеробством, тваринництвом. 1931 року утворено колгосп «Смичка». До 22 липня 1920 року присілок перебував у складі Кожважсігачкінської та Малокарачкинської волості Козьмодемьянського, до 6 жовтня 1920 року — Чебоксарського, потім — до складу Ядрінського повіту. 1927 року присілок переданий до складу Татаркасинського району, 1939 року — до складу Сундирського, 1962 року — до складу Ядрінського, 1964 року — до складу Моргауського районів.